# دايسي دانجن
دايسي دانجن، هي لعبة فيديو بريطانية مستقلة، قام بتطويرها من المبرمج البريطاني تيري كافاناه، صدرت اللعبة في المتاجر الإلكترونية سنة 2019، وتعمل على منصات لينكس وماك أو إس ومايكروسوفت ويندوز وإكس بوكس ون وإكس بوكس سيريس إكس وإس وآي أو إس وأندرويد، تدعم اللعبة 19 لغة، ومن بينها العربية.